# Daniel Nannskog
Daniel Paul Gustav Nannskog (né le 22 mai 1974 à Helsingborg en Suède) est un joueur de football, international suédois qui évoluait au poste d'attaquant.

## Biographie

### Suède
Daniel commence à Högaborg étant enfant, et se révèlera un buteur prolifique. Pourtant, il quitte le club à l'âge de 15 ans pour se concentrer sur le handball. Après persuasion, il recommence à jouer au football à 19 ans. Il joue deux saisons à Högaborg, avant de partir en Allsvenskan à Malmö. Il inscrit un but qui les qualifie pour la Coupe UEFA. Il passe la saison suivante en Superettan où il est un bon buteur, malgré ses frasques extra-sportives (habitué des boîtes de nuit de Stockholm).
À 27 ans, il part pour Landskrona BoIS, entraîné par Janne Jönsson, qui l'éloigne de ses tentations de la capitale et devient un père pour lui en lui faisant réaliser qu'il était temps de grandir. Le club finit 2e lors de sa première saison et Nannskog finit meilleur buteur du championnat de D2 avec 21 buts. Il marque la saison suivante 11 buts (meilleur buteur du club) en Allsvenskan. Après la saison 2002, il part en Chine à la suite d'une offre lucrative.

### Sichuan Guancheng
En 2002, il part au Sichuan Guancheng pour un contrat de deux saisons, malgré l'intérêt du club norvégien du SK Brann. Il reste en Chine un an et demi, puis va rejoindre en Norvège son entraîneur Janne Jönsson au Stabæk en 2005. Il déclare que son expérience en Chine fut un peu frustrante, ne parlant pas un mot de chinois, difficile pour quelqu'un aimant le contact avec les autres.

### Stabæk
Il s'impose rapidement à Stabæk, et est rapidement meilleur buteur avec 27 buts en 29 matchs.

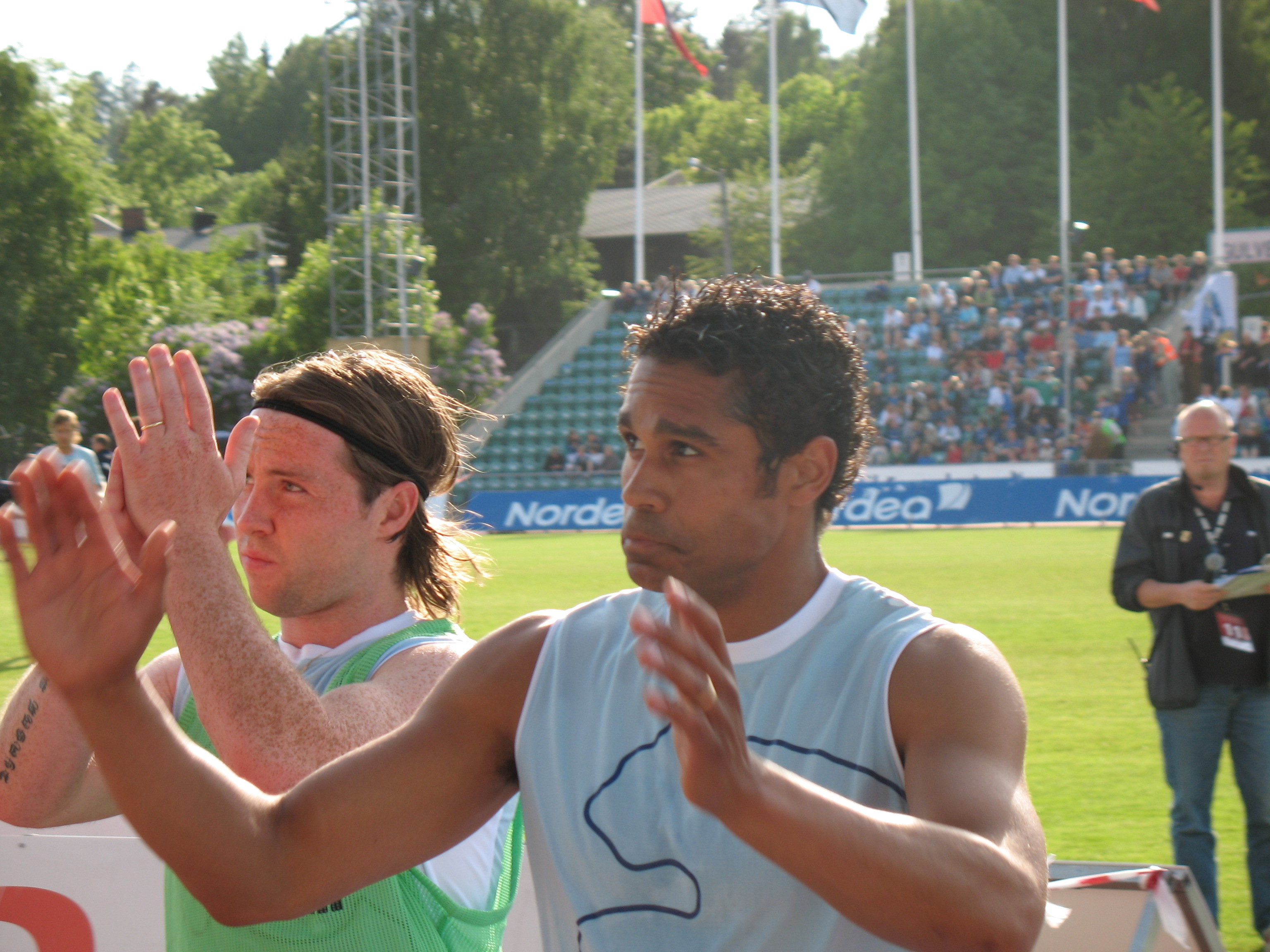
Nannskog avec son coéquipier Veigar Páll Gunnarsson en 2006

Nannskogs et son équipe finissent 5e lors de sa première saison en Division I, juste en dessous des qualifications pour l'UEFA. Nannskog est meilleur buteur avec 19 buts, un de plus que son coéquipier Veigar Páll Gunnarsson.
Nannskog inscrit 19 buts lors de la saison suivante, derrière Thorstein Helstad du SK Brann avec 22 buts, et Stabæk finit second derrière Brann. 
Les médias norvégiens commencent à dire qu'il était temps pour les Suédois de s'intéresser à son cas pour l'Euro 2008, juste après son but contre Rosenborg BK le 4 mai. Le 14 septembre, Nannskog inscrit un quadruplé lors d'une victoire 6-0 contre Strømsgodset, et un doublé plus une passe décisive le 24 en finale de la coupe norvégienne, remportée par Stabæk 3-0 contre Molde. Le 29, il inscrit ses 99e et 100e but de championnat contre Molde.
Stabæk est meilleur buteur 2008 avec 16 buts. Il remporte la Coupe contre Vålerenga.

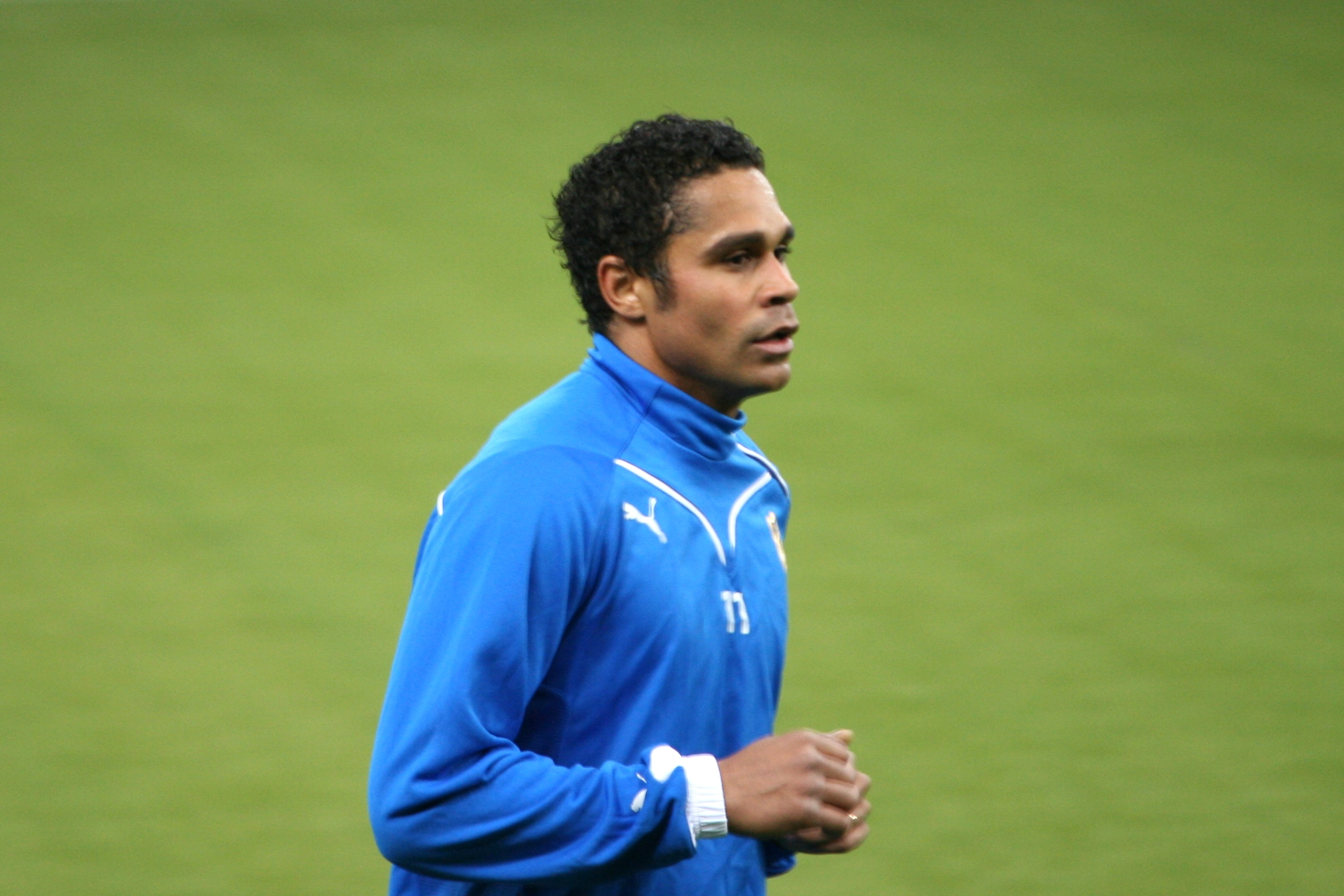
Nannskog en 2009

Au 24 mai 2010, Nannskog a inscrit 123 buts en 172 matchs pour Stabæk (toutes compétitions).
Il annonce sa retraite sportive le 23 novembre 2010, et entre dans l'encadrement de son dernier club, Stabæk.

## Équipe nationale
Il fait ses débuts avec l'équipe de Suède le 14 janvier 2007 contre le Venezuela. Il inscrit son premier but contre l'Équateur le 21 janvier 2007, lors d'un match nul 1-1. En janvier 2009, Nannskog joue lors des matchs contre les USA (il y inscrit son second but lors d'une défaite 3-2) et le Mexique durant leur tournée en Amérique du Nord.

## Palmarès

### Club

#### Norvège
- Championnat de Norvège D2 :
  - Champion : 2005
- Championnat de Norvège :
  - Champion : 2008
  - Vice-champion : 2007

### Individuel

#### Norvège
- Championnat de Norvège D2 :
  - Meilleur buteur : 2005
- Championnat de Norvège :
  - Meilleur buteur : 2006, 2008
- Attaquant de l'année Kniksen : 2008

#### Suède
- Championnat de Suède D2 :
  - Meilleur buteur : 2001